# Línea H (Metrocable de Medellín)
La Línea H del Metrocable de Medellín es una línea de teleférico utilizada como sistema de transporte masivo de mediana capacidad. Fue inaugurada el 17 de diciembre de 2016.

## Trazado y características

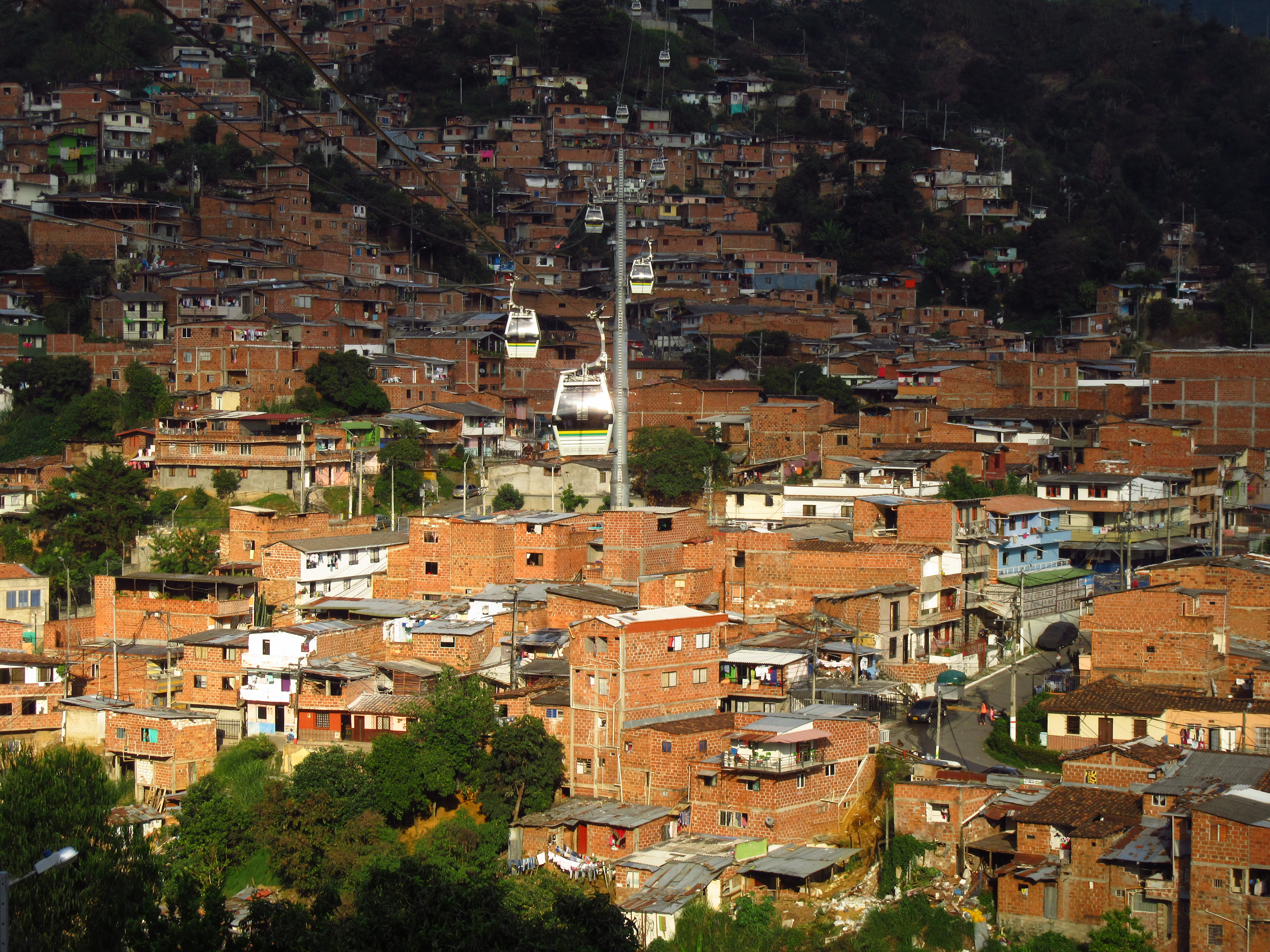
Góndolas en la Línea H del Metrocable entre las estaciones Las Torres y Villa Sierra.

Su trazado atraviesa la zona centro oriental del municipio de Medellín de sur a norte y viceversa, en una longitud total de 1,4 km, de forma elevada. Posee una capacidad máxima de 1 800 pasajeros hora sentido, 44 telecabinas, un tiempo de recorrido de 5 minutos, con una frecuencia máxima de 13 segundos entre telecabinas y una velocidad comercial de 18 km/h.
Cuenta con tres estaciones, una de ellas con integración a la línea T y todas elevadas. Sirve directamente a la comuna de Buenos Aires con una estación y a la comuna de Villa Hermosa con dos estaciones.
Se eleva 197 metros, sorteando una pendiente promedio del 14 %.

## Recorrido
Su recorrido va principalmente desde la estación Oriente, donde también se encuentra el tranvía, pasando por la estación Las Torres y finalizando en el barrio de La Sierra.

## Estaciones
La línea H del Metrocable de Medellín cuenta con tres estaciones de teleféricos, todas ellas se encuentran en el municipio de Medellín. La totalidad de las estaciones están adaptadas para facilitar el ingreso a personas de movilidad reducida (PMR).
A continuación, el listado de las estaciones de la línea H de oriente a occidente. En negrita, estaciones de combinación con otras líneas del SITVA.
| Estación     | Inauguración            | Comuna                 | Dirección                                                                                      | Interconexión | Tipo de estación            | Posición |
| ------------ | ----------------------- | ---------------------- | ---------------------------------------------------------------------------------------------- | ------------- | --------------------------- | -------- |
| Villa Sierra | 17 de diciembre de 2016 | Número 8 Villa Hermosa | Calle 55G # 1E ‐ 19                                                                            | —             | Terminal                    | Elevada  |
| Las Torres   | 17 de diciembre de 2016 | Número 8 Villa Hermosa | Carrera 11 # 54 – 107                                                                          | —             | De paso                     | Elevada  |
| Oriente      | 17 de diciembre de 2016 | Número 9 Buenos Aires  | - Entrada al tranvía: Calle 50 con Carrera 12 - Entrada al teleférico: Calle 50 con Carrera 13 |               | Terminal y de interconexión | A nivel  |